# Franciszek Jaczewski
Franciszek Jaczewski herbu Leliwa (ur. 9 maja 1832 w Górkach-Grubakach, zm. 23 lipca 1914 w Lublinie) – polski duchowny rzymskokatolicki, rektor Wyższego Seminarium Duchownego w Lublinie w latach 1867–1870, biskup diecezjalny lubelski w latach 1889–1914.

## Życiorys
Wywodził się z rodziny szlacheckiej. Jego bratankami byli społecznik Kazimierz Jaczewski i badacz Syberii Leonard Jaczewski.
W 1850 rozpoczął studia w seminarium duchownym diecezji podlaskiej w Janowie Podlaskim. W 1855 przyjął w Lublinie święcenia kapłańskie. Następnie prowadził pracę duszpasterską w diecezji podlaskiej, a po jej likwidacji w diecezji lubelskiej. Był wikariuszem w Sokołowie Podlaskim, proboszczem w Stoczku Łukowskim. W 1857 został profesorem teologii moralnej i prorektorem seminarium duchownego w Janowie Podlaskim. Po upadku powstania styczniowego przeniósł się do Lublina. Został profesorem i rektorem tamtejszego seminarium duchownego. Jednocześnie pełnił funkcje sędziego konsystorza i kanonika kapituły lubelskiej. W latach 1885–1889 jako wikariusz kapitulny zarządzał diecezją lubelską.
30 grudnia 1889 został mianowany biskupem diecezjalnym diecezji lubelskiej. Sakrę biskupią przyjął 18 maja 1890 w kościele św. Katarzyny Aleksandryjskiej w Petersburgu. Konsekrował go Aleksander Kazimierz Bereśniewicz, biskup diecezjalny kujawsko-kaliski, w asyście Antona Zerra, biskupa diecezjalnego tyraspolskiego, i Antanasa Baranauskasa, biskupa pomocniczego żmudzkiego. Jako biskup diecezjalny administrował terenami diecezji podlaskiej i lubelskiej.
Występował zdecydowanie przeciwko rusyfikacji, broniąc praw do używania języka polskiego w kościołach, popierając polskie szkolnictwo oraz umacniając ducha narodowego w posłudze duszpasterskiej Kościoła. Po ogłoszeniu w 1905 aktu tolerancyjnego, zezwalającego na odstępstwo od prawosławia, osobiście zaangażował się w pozyskiwanie byłych unitów chełmskich, zmuszonych w 1875 do przejścia na prawosławie, dla katolicyzmu w obrządku łacińskim. Czynił to, objeżdżając osobiście miejscowości zamieszkiwane przez ludność prawosławną.
W ostatnich latach życia zwalczał szerzący się na Podlasiu i Lubelszczyźnie ruch mariawicki.
Został pochowany w archikatedrze św. Jana Chrzciciela i św. Jana Ewangelisty w Lublinie. Jest patronem szkoły podstawowej w Górkach-Grubakach.